# Physiculus nigrescens
Physiculus nigrescens är en fiskart som beskrevs av Smith och Lewis Radcliffe 1912. Physiculus nigrescens ingår i släktet Physiculus och familjen Moridae. Inga underarter finns listade i Catalogue of Life.